# Роджерс (город, Миннесота)
Роджерс (англ. Rogers) — город в округе Хеннепин, штат Миннесота, США.
Площадь — 13 км², и всё это суша, водоёмов нет.
В 2012 году город поглотил тауншип Хассан, за счёт чего увеличились и население, и площадь города.
Через город проходит межштатная автомагистраль I-94.
- Телефонный код города — 763
- Почтовый индекс — 55374
- FIPS-код города — 27-55186[1]
- GNIS-идентификатор — 0650221[2]

## История
В 1880-е годы Джон Роджерс продал акр своей земли Great Northern Railroad за один доллар. Построенное новое депо и станция создали предпосылки для разработки богатых лесных ресурсов области, и это послужило началом создания нового сообщества.

## Население
По данным переписи 2010 года население Роджерса составляло 8597 человек. В городе было 2882 домашних хозяйства и 2190 семей. Плотность населения составляла 412,4 чел. на км², плотность размещения домов − 144,6 на км². Расовый состав: белые — 91,3 %, афроамериканцы — 2,4 %, коренные американцы — 0,1 %, азиаты — 3,5 % и представители двух и более рас — 2,1 %, представители других рас — 0,6 %. 1,9 % населения — латиноамериканцы.
Из 2882 домашних хозяйств 65,3 % представляли собой совместно проживающие супружеские пары (52,1 % с детьми младше 18 лет), в 7,3 % домохозяйств женщины проживали без мужей, в 3,4 % домохозяйств мужчины проживали без жён, 24 % не имели семьи. В среднем домашнее хозяйство ведут 2,95 человека, а средний размер семьи — 3,45 человека.
Население города по возрастному диапазону по данным переписи 2010 года распределилось следующим образом: 34,9 % — жители младше 18 лет, 5,3 % — между 18 и 24 годами, 33,5 % — от 25 до 44 лет, 18 % — в возрасте от 45 до 64 лет, и 8,4 % — в возрасте 65 лет и старше. Мужчин 49,2 % и женщин 50,8 %.